# Epsilon Euskadi ee1

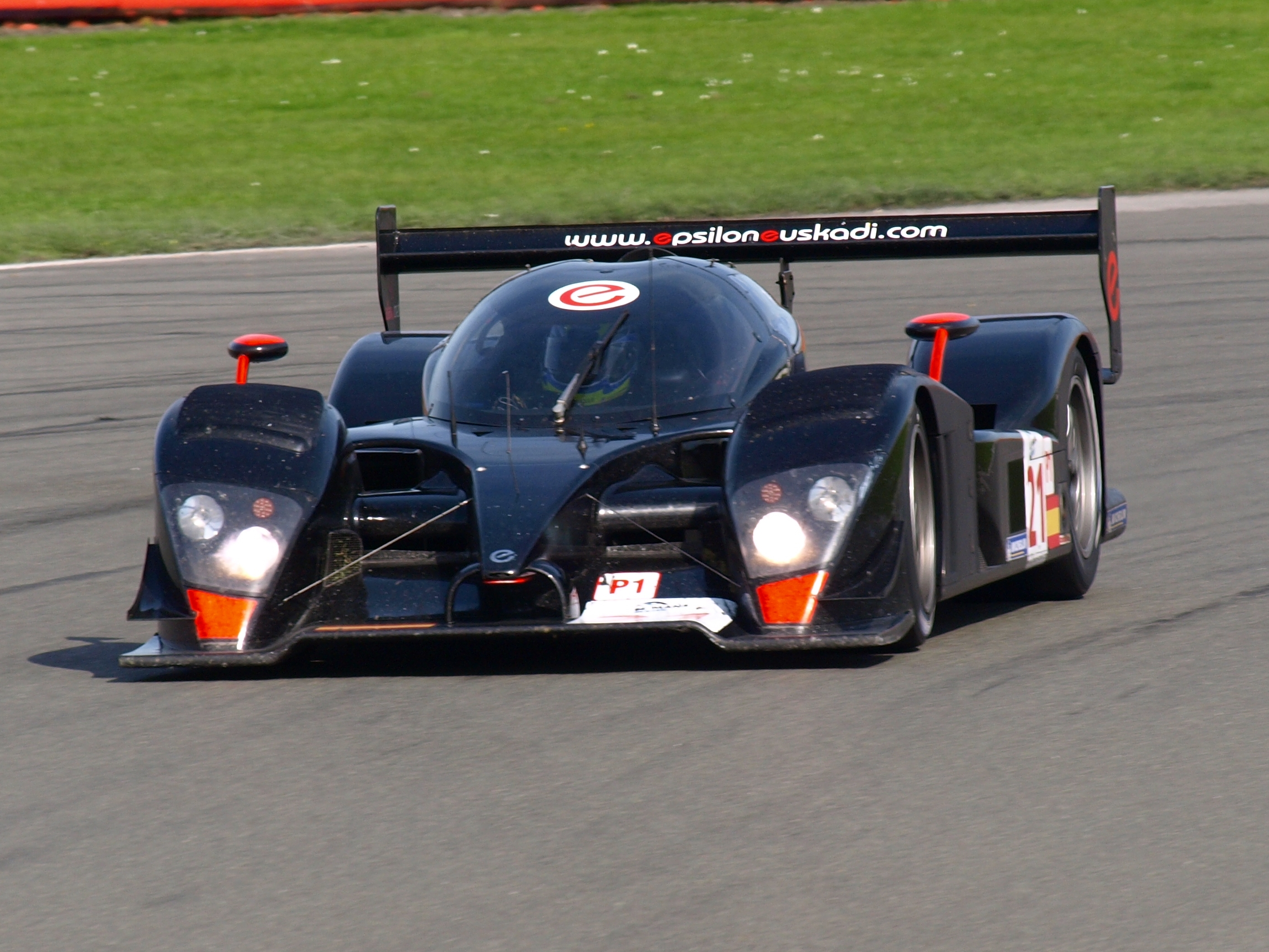
Der ee1 beim 1000-km-Rennen von Silverstone 2008

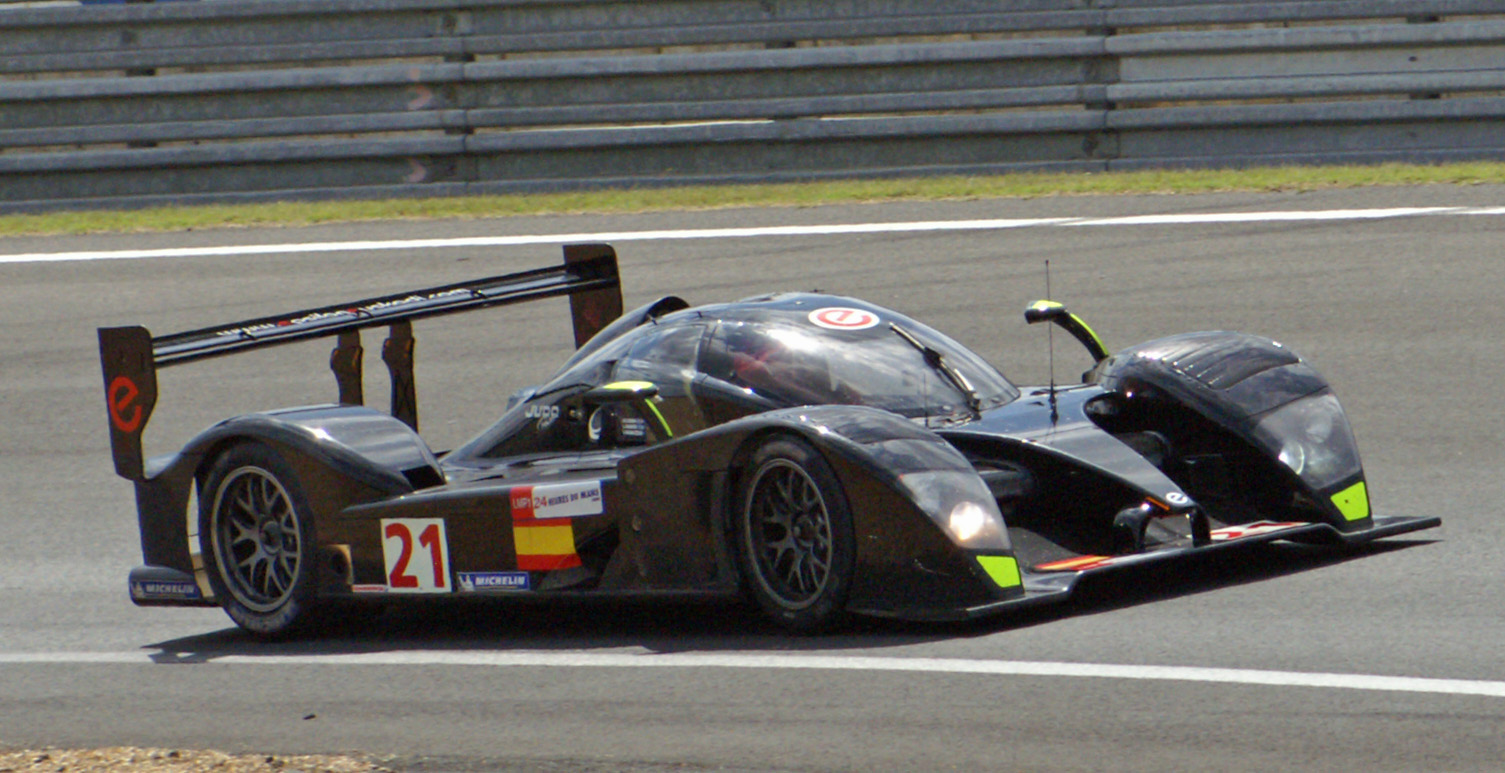
Der Prototyp während den 24-Stunden-Rennen von Le Mans 2008

Der Epsilon Euskadi ee1 ist ein vom spanischen Rennteam Epsilon Euskadi entwickelter Le-Mans-Prototyp der Klasse LMP1. Der Wagen debütierte 2008 bei den 1000 km von Barcelona.

## Renneinsätze
2008 bestritt man die Le Mans Series. Bei den ersten drei Läufen war nun ein ee1 am Start, bei den Finalläufen auf dem Nürburgring und in Silverstone setzte man einen zweiten ee1 ein. Bei den 1000 km von Spa konnte man mit Angel Burgueño und Miguel Ángel de Castro auf Gesamtrang elf und Platz sieben in der LMP-1-Klasse ins Ziel kommen. Dieses war die beste Platzierung in einer recht durchwachsenen Saison.
Bei den 24 Stunden von Le Mans 2008 waren auch beide ee1 am Start, konnten das Rennen aber nicht beenden.

## Technik
Entworfen wurde der ee1 im Jahre 2007 von John Travis. In ersten Entwürfen waren noch der doppelte Überrollbügel vorhanden, wie er bei offenen Sportprototypen wie dem Audi R10 TDI vorgeschrieben war. Da der die 24 Stunden von Le Mans veranstaltende ACO anstrebte, ab 2010 nur noch geschlossene Prototypen zuzulassen, wurde das Design abgeändert, und das Fahrzeug mit einem Dach versehen. Eine weitere Änderung war das Einführen einer Hochnase, wie bei Formelfahrzeugen üblich.
Ausgerüstet war der ee1 in der Rennsaison 2008 mit einem Judd GV5.5 S2 Motor. Bei der Reifenwahl setzte man auf Michelin.

## Chassis
| Nr. | Jahr | Team            | Motor | Rennserie     |
| --- | ---- | --------------- | ----- | ------------- |
| 001 | 2008 | Epsilon Euskadi | Judd  | LMS & Le Mans |
| 002 | 2008 | Epsilon Euskadi | Judd  | LMS & Le Mans |